# القديس جورج (رافائيل، اللوفر)
القديس جورج أو القديس جورج والتنين هي لوحة صغيرة للرسام الإيطالي من عصر النهضة رفائيل، نُفذت حوالي عام 1503-1505. وهي موجودة في متحف اللوفر في باريس. النسخة اللاحقة من نفس الموضوع هي القديس جورج والتنين في المعرض الوطني للفنون في واشنطن العاصمة.

## تاريخ
هذه اللوحة، بالإضافة إلى لوحة سانت مايكل الصغيرة أيضًا، الموجودة أيضًا في متحف اللوفر، تشكل ثنائيًا. في مجموعة جول مازاران، كانتا متصلتين معًا، مكونتين لوحة ثنائية الدرفات، ومربوطتين بالجلد. اشترى لويس الرابع عشر هاتين اللوحتين من ورثة الكاردينال مازارين في عام 1661.
نُسبت لوحة القديس جورج في بعض الأحيان إلى فترة رفائيل الرومانية، لأن الحصان في اللوحة يشبه أحد الخيول في مونتي كافالو (قصر كويرينالي). ومع ذلك، من المحتمل أن رفائيل كان قد اطلع على هذا الحصان تحديدًا من خلال رسم له قام به أحد تلاميذ ليوناردو دا فينشي. استنادًا إلى الأسلوب الذي لا يزال somewhat naïve والمستوحى من بيترو بيروجينو في اللوحة، يمكن القول إن هذه اللوحة هي في الواقع واحدة من أعمال رفائيل المبكرة، ويعود تاريخها إلى حوالي عام 1504. قام رفائيل بإنتاج لوحة أخرى لنفس الموضوع في وقت لاحق (اللوحة المذكورة في واشنطن العاصمة)، ومع اقتراب نهاية حياته، رسم لوحة كبيرة للقديس ميخائيل، وهي أيضًا في متحف اللوفر.
يذكر جيوفاني لوماتسو في كتابه "Tratatto della Pittura" (1584) لوحة للقديس جورج من رفائيل، كلفت من قبل دوق أوربينو، وقد رُسمت على "لوحة شطرنج صغيرة" (تافولييري). وفقًا للفهارس القديمة، كان من الممكن أن تحتوي لوحة سانت مايكل الصغيرة، وإذا لم تكن سانت جورج أيضًا، على لوح شطرنج في الجهة الخلفية الذي  غطيت الآن. ومع ذلك، لم تؤكد الفحوصات باستخدام الأشعة السينية والأشعة تحت الحمراء هذا البيان. في الكتاب المذكور، يبدو أن لوماتسو قد خلط بين عدة لوحات لنفس الموضوع.رإذا كان من الممكن الاعتماد إلى حد ما على شهادته المتأخرة والتي تحمل بعض الارتباك، فمن الممكن أن تكون اللوحتان الموجودتان في متحف اللوفر قد رُسمتا من أجل دوق أوربينو.

## قراءة إضافية
- J. Pitman, Raphael Trail: The Secret History of One of the World's Most Precious Works of Art (2006)